# Sóstói Stadion (1967–2016)
A Sóstói Stadion Fejér megye és az egész Közép-Dunántúl legnagyobb sportpályája volt, amely 15 000 néző befogadására volt képes. Székesfehérvár Sóstó városrészében, a Sós-tó mellett állt. A Videoton FC játszotta itt hazai mérkőzéseit, de egy rövid ideig itt volt az agárdi Gázszer FC otthona is. A stadiont 1967-ben nyitották meg. Nézőcsúcsa az UEFA-kupa 1985-ös döntőjének első mérkőzéséhez fűződik, amikor a Real Madrid vendégszereplését 40 ezer szurkoló látta. 2002 után többször is szóba került mint lehetséges EB-helyszín, ezért a stadiont modernizálták, új főlelátó épült. 2016-2018-ban lebontották, helyére az új Sóstói Stadion épült.

## Történet

### A stadion az ezredfordulóig
A mai stadion helyén már a második világháborút követő időkben labdarúgópálya működött, 1948-tól 1950-ig, illetve 1959 és '62 között itt bonyolították a fehérvári csapatok nb1-es mérkőzéseit. A stadion építése 1963-ban kezdődött és négy éven át tartott. Az építkezésre a városi üzemek adományaikkal, Székesfehérvár lakosai pedig munkaerejükkel segítették a stadion felépültét. Az új pálya felavatására 1967. szeptember 20-án került sor. A nyitómérkőzést a VT Vasas és a Rot-Weiss Erfurt játszotta. A mérkőzés 2-3-as vendég sikerrel zárult. A Sóstói stadion a maga korában magas színvonalú műszaki létesítménynek számított.
Az 1970-es években folytatódott a stadion építése, ekkor készültek el a kapuk mögött lévő lelátókanyarok. Ezek a fő lelátóval ellentétben nem egy saját terhét viselő betonszerkezetként épültek meg, hanem a pálya két végén felhalmozott földrakásokon. 1978-ban telepítették az esti világítást lehetővé tevő kandelábereket. A szocialista korszak utolsó nagy modernizációja 1982-ben zajlott le.

### Felújítás 2000 után
A Sóstói az ezredfordulóra magyar viszonylatban nagy, de elavult stadionnak számított. Az egyik legnagyobb magyar városként Székesfehérvár is bekerült az első Orbán-kormány által elindított stadionrekonstrukciós programba. A felújítást siettette, hogy a stadionnak szerepet szántak a 2008-as (majd később a 2012-es) EB-pályázatban is. A rekonstrukció 2002-ben kezdődött el, a következő két évben épült fel a teljesen új főlelátó. Az új létesítményt úgy alakították ki, hogy az  az UEFA szigorú elvárásainak is megfeleljen, igaz az EB-pályázatok sorozatos bukása miatt a fejlesztések a későbbiekben nem folytatódtak. 2010-ben a Videoton jó bajnoki szereplése nyomán bővítették a VIP-szektort és valamennyi szektorban székeket szereltek fel, hogy a stadion a nemzetközi mérkőzések során minél több nézőt fogadhasson.

### Teljes átépítés 2015 után
A 2010-ben hatalomra jutott kormány erősen támogatta a sportot, illetve jelentős anyagi támogatást biztosított a magyarországi stadionok modernizációjára is. Így nyílott lehetőség arra, hogy a Sóstói stadiont – amely nem  volt a legrosszabb állapotú stadionok között – ismét átépítsék, ezúttal már jóval nagyobb léptékben. A 2014-ben a klub azt  tervezte, hogy stadion régebbi lelátóit teljesen lebontják, a 2010-ben épült főlelátót pedig integrálják az új stadionba. A város önkormányzata a környék infrastruktúrájának fejlesztésével, járulékos fejlesztésekkel és a környezetvédelmi terület rendezésével segítette a stadion újjáépítését. A régi létesítmény bontása 2015 december végén kezdődött, 2016 tavaszára a főlelátó kivételével az egész létesítményt lebontották, újrahasznosítható részeit környékbeli sportpályák fejlesztéséhez használták fel. Az építkezés befejezését 2018 januárra tervezték, azonban 2017 nyarára a határidő fölött sötét fellegek gyülekeztek. A melléklelátók bontásakor észlelték, hogy a 2002-ben épült főlelátó szerkezete hibás, így nem alkalmas arra, hogy az eredeti elképzelések szerint csatlakozzon az új melléklelátóhoz. További vizsgálatok kiderítették, hogy a főlelátó súlyos statikai problémákkal küzd, lényegében használhatatlan. 2017 szeptemberében a város úgy döntött, hogy az alig 11 éves lelátót is le kell bontani és egy új főlelátót építeni. Az újabb bontással hátráltatott építkezés 2018-ban már gyorsított iramban haladt előre. A befejezést az is sürgette, hogy 2018-ban a fehérvári csapat bejutott az Európa Liga csoportkörébe. Az új létesítmény befejezésének határideje 2018. augusztus 30. volt, erre az időpontra azonban az építők nem készültek el teljesen, így a csapat nem tudta saját korszerű stadionjában fogadni európai ellenfeleit. Az új MOL Aréna Sóstó stadiont 2018. november 21-én avatták fel és adták át.

### Válogatott mérkőzések a stadionban
| Dátum               | Kiírás               | Ellenfél            | Eredmény | Nézőszám |
| ------------------- | -------------------- | ------------------- | -------- | -------- |
| 1974. május 29.     | Barátságos           | Jugoszlávia         | 03–2     | 016 000  |
| 1984. május 23.     | Barátságos           | Norvégia            | 00–0     | 05000    |
| 1991. október 9.    | Barátságos           | Belgium             | 00–2     | 07000    |
| 2006. november 15.  | Barátságos           | Kanada              | 01–0     | 06000    |
| 2007. szeptember 8. | 2008-as EB-selejtező | Bosznia-Hercegovina | 01–0     | 011 000  |
| 2010. november 17.  | Barátságos           | Litvánia            | 02–0     | 03000    |